# Stupenchataja
Stupenchataja är en kulle i Antarktis. Den ligger i Östantarktis. Australien gör anspråk på området. Toppen på Stupenchataja är 1 486 meter över havet.
Terrängen runt Stupenchataja är huvudsakligen platt. Trakten är obefolkad. Det finns inga samhällen i närheten. 